# Jönköpings revir
Jönköpings revir var ett skogsförvaltningsområde som omfattade Tveta, Östbo och Västra härader av Jönköpings län och var uppdelat i tre bevakningstrakter (Värnamo, Eckersholms och Vrigstads). I reviret fanns 139 allmänna skogar om tillsammans 22 242 hektar, varav åtta kronoparker med en areal av 7 217 hektar (1905).